# Résolution 1035 du Conseil de sécurité des Nations unies
Membres permanents
- Chine
- États-Unis
- France
- Royaume-Uni
- Russie

Membres non permanents
- Allemagne
- Argentine
- Botswana
- Honduras
- Indonésie
- Italie
- Nigéria
- Oman
- République tchèque
- Rwanda

Résolution no 1034 Résolution no 1036
La résolution 1035 du Conseil de sécurité des Nations unies, adoptée à l'unanimité le 21 décembre 1995, après avoir rappelé la résolution 1031 (1995) et l'accord de Dayton, a autorisé la création d'une force de police civile des Nations unies, connue sous le nom de Groupe international de police (GIP) pour effectuer des tâches conformément à l’accord. Il faisait partie de la Mission des Nations unies en Bosnie-Herzégovine.
Le GIP serait créé pour une période d'un an à compter du transfert d'autorité de la Force de protection des Nations unies à la Force multinationale de mise en œuvre (IFOR). Le Groupe de police et le bureau civil seraient placés sous l'autorité du secrétaire général, sous la direction du haut représentant pour la Bosnie-Herzégovine.
Le secrétaire général a été prié de soumettre au Conseil des rapports sur le travail du GIP et du bureau civil, tous les trois mois.
L'GIP aurait un effectif initial de 1 721 personnes, conformément au rapport du secrétaire général Boutros Boutros-Ghali.

## Voir également
- Guerre de Bosnie
- Éclatement de la Yougoslavie
- Guerre d'indépendance croate
- Guerres yougoslaves
- Guerre de Bosnie-Herzégovine